# Chaudenay (Haute-Marne)
Chaudenay is een gemeente in het Franse departement Haute-Marne (regio Grand Est) en telt 304 inwoners (2005). De plaats maakt deel uit van het arrondissement Langres.

## Geografie
De oppervlakte van Chaudenay bedraagt 4,6 km², de bevolkingsdichtheid is 66,1 inwoners per km².
De onderstaande kaart toont de ligging van Chaudenay (Haute-Marne) met de belangrijkste infrastructuur en aangrenzende gemeenten.

## Demografie
Onderstaande figuur toont het verloop van het inwonertal (bron: INSEE-tellingen).